# Лаанмяэ, Танель
Танель Лаанмяэ (эст. Tanel Laanmäe; род. 29 сентября 1989, Тырва, Валгамаа или Валга) — эстонский легкоатлет, специалист по метанию копья. Выступал за сборную Эстонии по лёгкой атлетике в 2006—2018 годах, чемпион Универсиады в Кванджу, победитель и призёр первенств национального значения, участник летних Олимпийских игр в Рио-де-Жанейро.

## Биография
Танель Лаанмяэ родился 29 сентября 1989 года в городе Тырва Эстонской ССР.
Впервые заявил о себе в лёгкой атлетике на международном уровне в сезоне 2006 года, когда вошёл в состав эстонской национальной сборной и выступил в метании копья на юниорском мировом первенстве в Пекине.
В 2007 году занял седьмое место на юниорском европейском первенстве в Хенгело.
На юниорском мировом первенстве 2008 года в Быдгоще был девятым.
В 2009 году впервые стал чемпионом Эстонии в метании копья, стартовал на молодёжном европейском первенстве в Каунасе и на чемпионате мира в Берлине.
На молодёжном европейском первенстве 2011 года в Остраве показал восьмой результат.
В 2012 году участвовал в чемпионате Европы в Хельсинки, но в финал не вышел.
В 2014 году метал копьё на чемпионате Европы в Цюрихе.
Будучи студентом, в 2015 году представлял Эстонию на Универсиаде в Кванджу, где с результатом 81,71 превзошёл всех своих соперников и завоевал золотую медаль. Также в этом сезоне стартовал на чемпионате мира в Пекине.
В июне 2016 года на домашних соревнованиях в Тарту установил свой личный рекорд в метании копья — 85,04 метра, тогда как в июле принял участие в чемпионате Европы в Амстердаме. Выполнив олимпийский квалификационный норматив (83,00), удостоился права защищать честь страны на летних Олимпийских играх в Рио-де-Жанейро — на предварительном квалификационном этапе метнул копьё на 80,45 метра, чего оказалось недостаточно для выхода в финал.
После Олимпиады в Рио Лаанмяэ остался действующим спортсменом не ещё один олимпийский цикл и продолжил принимать участие в крупнейших международных стартах. Так, в 2017 году он выступил на чемпионате мира в Лондоне, в финал не вышел.
В 2018 году метал копьё на чемпионате Европы в Берлине.
Завершил спортивную карьеру по окончании сезона 2020 года.